# Stobben (waterschap)
De Stobben is een voormalig kanaalwaterschap in de provincie Groningen.
Het waterschap werd opgericht om een kanaal aan te leggen tussen de Zijtak naar Bourtange van het Ruiten-Aa kanaal naar het Moddermansdiep en deze vaarweg te onderhouden. 
Waterstaatkundig gezien ligt het gebied sinds 2000 binnen dat van het waterschap Hunze en Aa's.